# Passo di Falzarego
Il passo di Falzàrego (Śuogo de Fouzargo in ladino ampezzano, 2.117 m s.l.m.) è un valico alpino del Veneto, in provincia di Belluno, situato pochi chilometri a sud del confine con il Trentino-Alto Adige, fra il Lagazuoi e il Sass de Stria, che mette in comunicazione l'alto Agordino con Cortina d'Ampezzo tramite la strada statale 48 delle Dolomiti.
Attraverso il passo Valparola, che si trova 2 km a nord, è possibile raggiungere la val Badia lungo una delle principali arterie di comunicazione delle Dolomiti.
Al passo c'è la stazione a valle della funivia che permette di salire al rifugio Lagazuoi.

## Toponimo

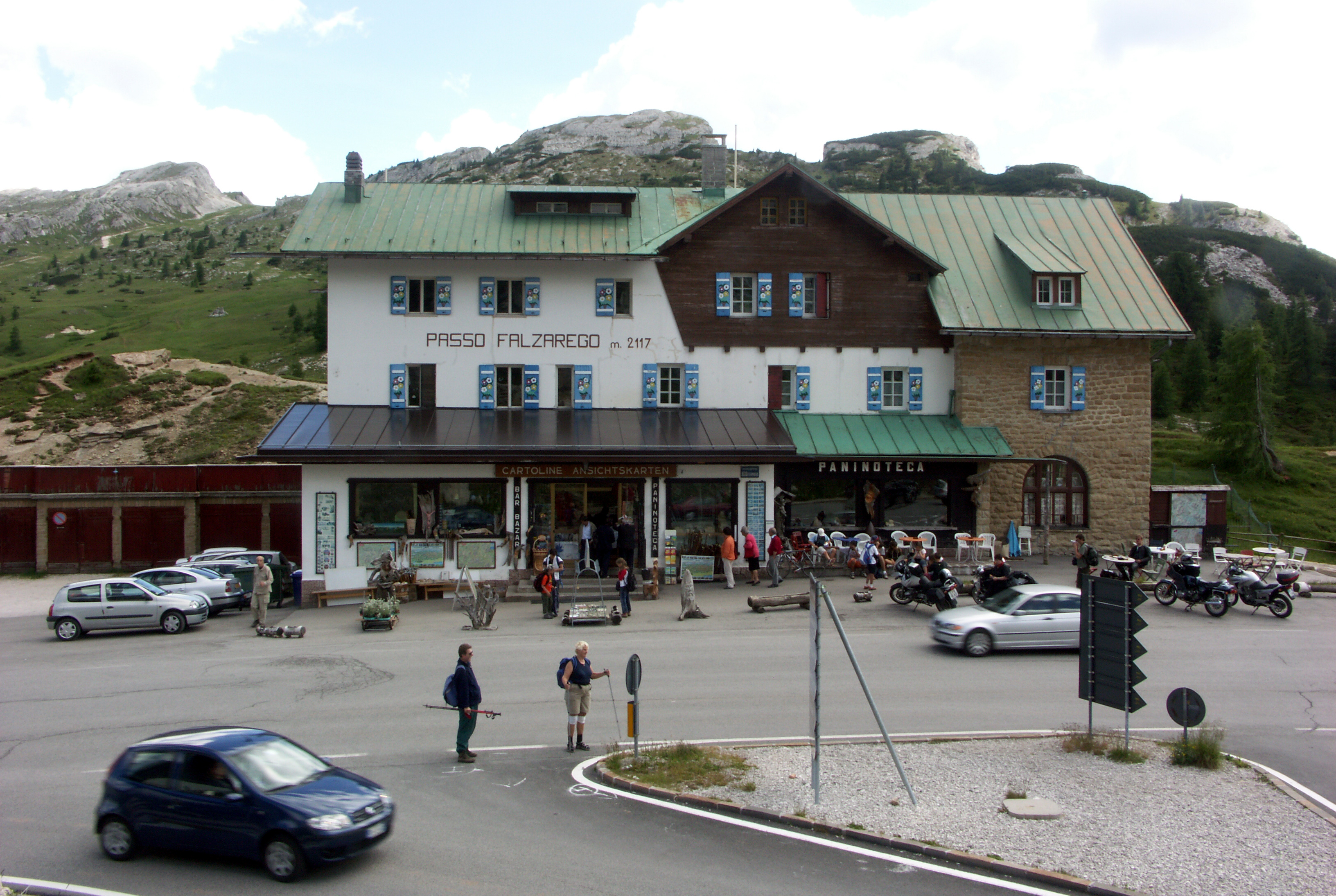
Il rifugio posto al passo

L'etimo alla base del toponimo va ricercato nel ladino ampezzano fóuze, "falce", anche se la motivazione non è chiara (forse in riferimento alla forma del luogo).
Un'ipotesi più poetica, frutto però di etimologia popolare, vede il nome Falzarego derivare da un ipotetico ladino non documentato fàlza régo, ossia "falso re". Questo appellativo si riferirebbe ad un leggendario sovrano del regno dei Fanes, che avrebbe usurpato il trono al suo legittimo detentore e si sarebbe successivamente tramutato in pietra per aver ingannato il proprio popolo.

## Ciclismo

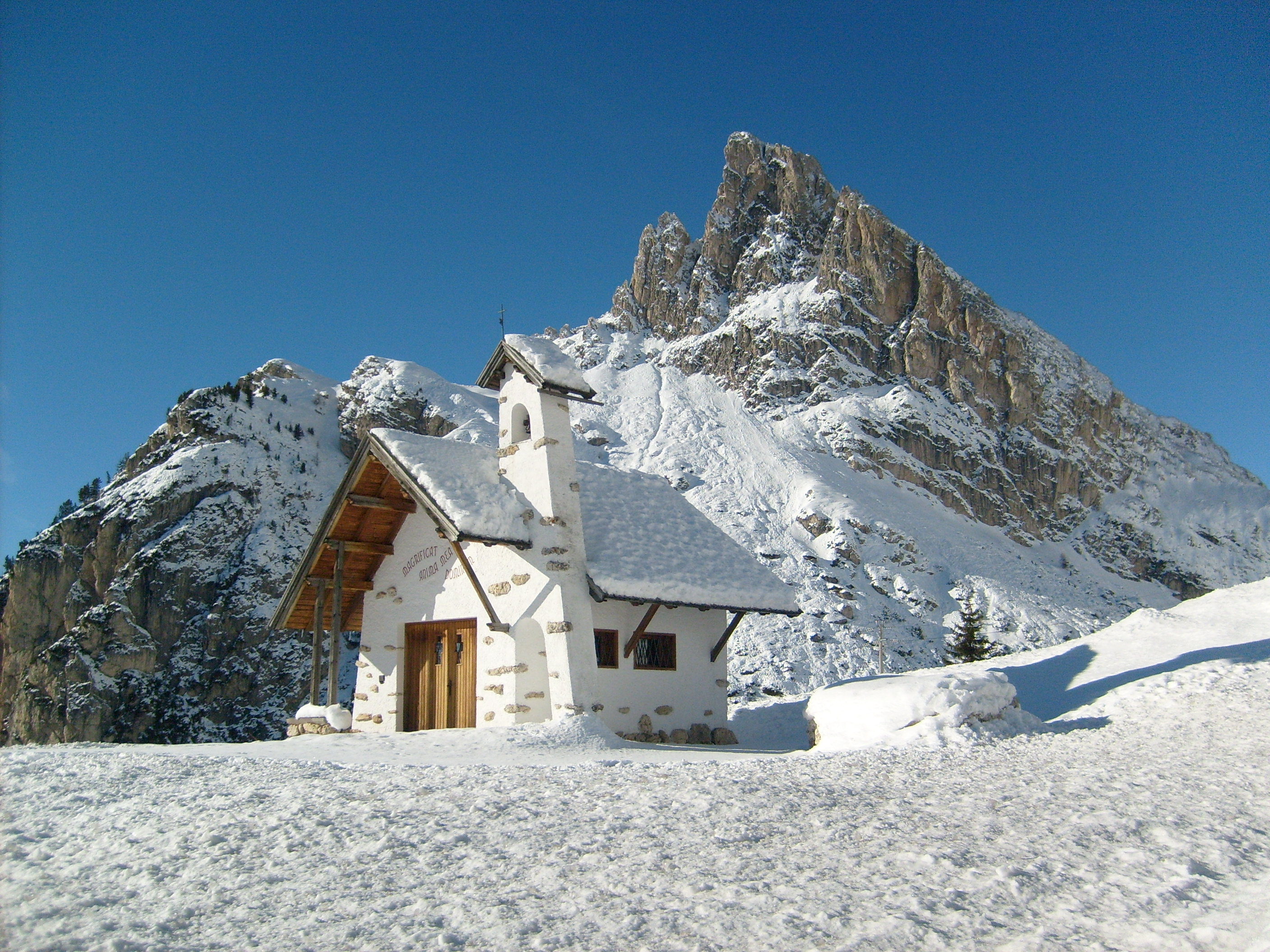
La chiesetta del Falzarego e il Sass de Stria in inverno.

Il Falzarego è tra i famosi passi dolomitici percorsi varie volte nel corso degli anni dal Giro d'Italia e resi celebri dalle imprese dei più forti scalatori di tutti i tempi. Su questo valico per la prima volta Fausto Coppi sconfisse Gino Bartali in una scalata montana, nel Giro del 1946.
Tuttavia la salita non presenta difficoltà particolari se non per la lunghezza, che è di oltre 15 chilometri di ascesa per entrambi i versanti, ed è molto amato per le bellezze paesaggistiche che offre.
Di seguito si riportano gli scollinamenti al Giro (sono omessi i passaggi effettuati per scalare il vicino GPM del passo Valparola):
| Anno    | Tappa                                       | Primo in vetta      | Versante scalato |
| ------- | ------------------------------------------- | ------------------- | ---------------- |
| 1940    | 17ª: Pieve di Cadore > Ortisei              | Gino Bartali        | Cortina          |
| 1946    | 14ª: Auronzo di Cadore > Bassano del Grappa | Fausto Coppi        | Cortina          |
| 1947    | 17ª: Pieve di Cadore > Trento               | Fausto Coppi        | Cortina          |
| 1948    | 17ª: Cortina d'Ampezzo > Trento             | Fausto Coppi        | Cortina          |
| 1952    | 11ª: Venezia > Bolzano                      | Raphaël Géminiani   | Cortina          |
| 1953    | 19ª: Auronzo di Cadore > Bolzano            | Primo Volpi         | Cortina          |
| 1955    | 19ª: Cortina d'Ampezzo > Trento             | José Serra Gil      | Cortina          |
| 1961    | 19ª: Vittorio Veneto > Trento               | Jesús Galdeano      | Cortina          |
| 1966    | 20ª: Moena > Belluno                        | Franco Bitossi      | Agordino         |
| 1967    | 20ª: Cortina d'Ampezzo > Trento             | Aurelio González    | Cortina          |
| 1970    | 19ª: Rocca Pietore > Dobbiaco               | Michele Dancelli    | Agordino         |
| 1971    | 18ª: Lienz > Falcade                        | Selvino Poloni      | Cortina          |
| 1974    | 21ª: Misurina > Bassano del Grappa          | Eddy Merckx         | Cortina          |
| 1976 *  | 19ª: Longarone > Torri del Vajolet          | Andrés Oliva        | Agordino         |
| 1977    | 17ª: Conegliano > Cortina (Col Drusciè)     | Ueli Sutter         | Agordino         |
| 1979    | 17ª: Pieve di Cadore > Trento               | Beat Breu           | Cortina          |
| 1992 ** | 13ª: Bassano del Grappa > Corvara in Badia  | Franco Vona         | Cortina          |
| 2000    | 13ª: Feltre > Selva di Val Gardena          | José Jaime González | Cortina          |
| 2008    | 15ª: Arabba > Passo Fedaia                  | Emanuele Sella      | Cortina          |

* nel 1976 si è proseguito verso il Valparola, ma il GPM era posto comunque al passo Falzarego.
** nel 1992 era in programma la scalata del Valparola, ma all'ultimo il percorso fu deviato a causa di una frana lungo la discesa verso La Villa, e si effettuò quindi lo scollinamento al Falzarego.